# Xert
« Chert (Espagne) » redirige ici. Pour la roche siliceuse, voir Chaille.
Xert (en valencien et officiellement) ou Chert (en castillan) est une commune d'Espagne de la province de Castellón dans la Communauté valencienne. Elle est située dans la comarque du Baix Maestrat et dans la zone à prédominance linguistique valencienne.

## Géographie

Localisation de Xert
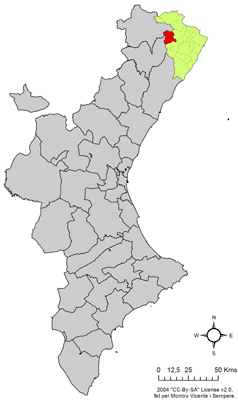
dans la Communauté valencienne.
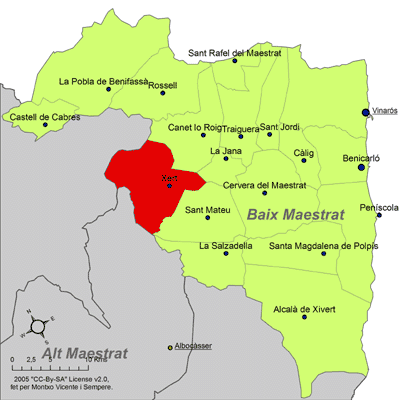
dans la comarque du Baix Maestrat.

Elle est située en la haute vallée de la rambla de Cervera, dans le secteur occidental de la comarque. Elle est essentiellement montagneuse, dominée par les Moles de Xert, dont font partie la Redona, la Moleta et la Mola Murada ou Tormassal. Dans cette dernière sont exploitées des carrières de marbre jaspé.

### Hameaux
Sur le territoire de Chert se trouve le hameau de Anroig.

### Localités limitrophes
Le territoire de Xert est voisin des localités suivantes :
Morella, Vallibona, Canet lo Roig, La Jana, Sant Mateu et Catí, toutes dans la province de Castellón.

## Histoire

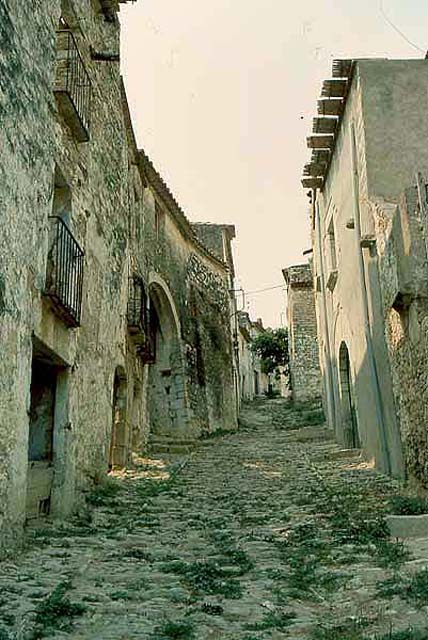
Le vieux Xert.

## Les Hospitaliers
Le château qui était construit à la place qu'occupe l'ancienne église, ainsi que les fortifications du village, sont d'origine arabe. Il passa au pouvoir des chrétiens en 1233. Le maître des Hospitaliers de l'ordre de Saint-Jean de Jérusalem en avait pris possession, par donation anticipée de Ramón Berenguer IV, donation respectée par Jacques Ier le Conquérant.

## Administration
| Liste des maires |                         |              |         |
| Période          | Identité                | Parti        | Qualité |
| 1979-1983        | Vicente Beltrán Valdés  | UCD          | -       |
| 1983-1987        | Vicente Beltrán Valdés  | AP-PDP-UL-UV | -       |
| 1987-1991        | Germinal Calvet Pla     | PDP-CV       | -       |
| 1991-1995        | Vicente Beltrán Valdés  | PP           | -       |
| 1995-1999        | Vicente Beltrán Valdés  | PP           | -       |
| 1999-2003        | Vicente Beltrán Valdés  | PP           | -       |
| 2003-2007        | Fernando Beltrán Jovaní | PP           | -       |

## Démographie
Elle avait environ 400 habitants en 1523; 700 en 1735; 2.650 en 1900, pour descendre jusqu'à 997 en 1994.
| 1990  | 1992  | 1994 | 1996 | 1998 | 2000 | 2002 | 2004 | 2005 |
| ----- | ----- | ---- | ---- | ---- | ---- | ---- | ---- | ---- |
| 1.090 | 1.030 | 997  | 938  | 920  | 894  | 895  | 896  | 914  |

## Économie
Elle est basée sur l'agriculture et l'élevage.

## Monuments et sites

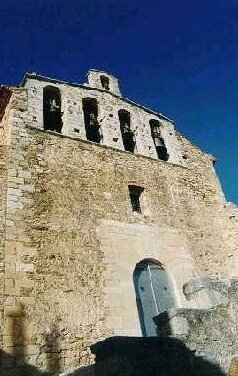
Église ancienne

### Monuments religieux

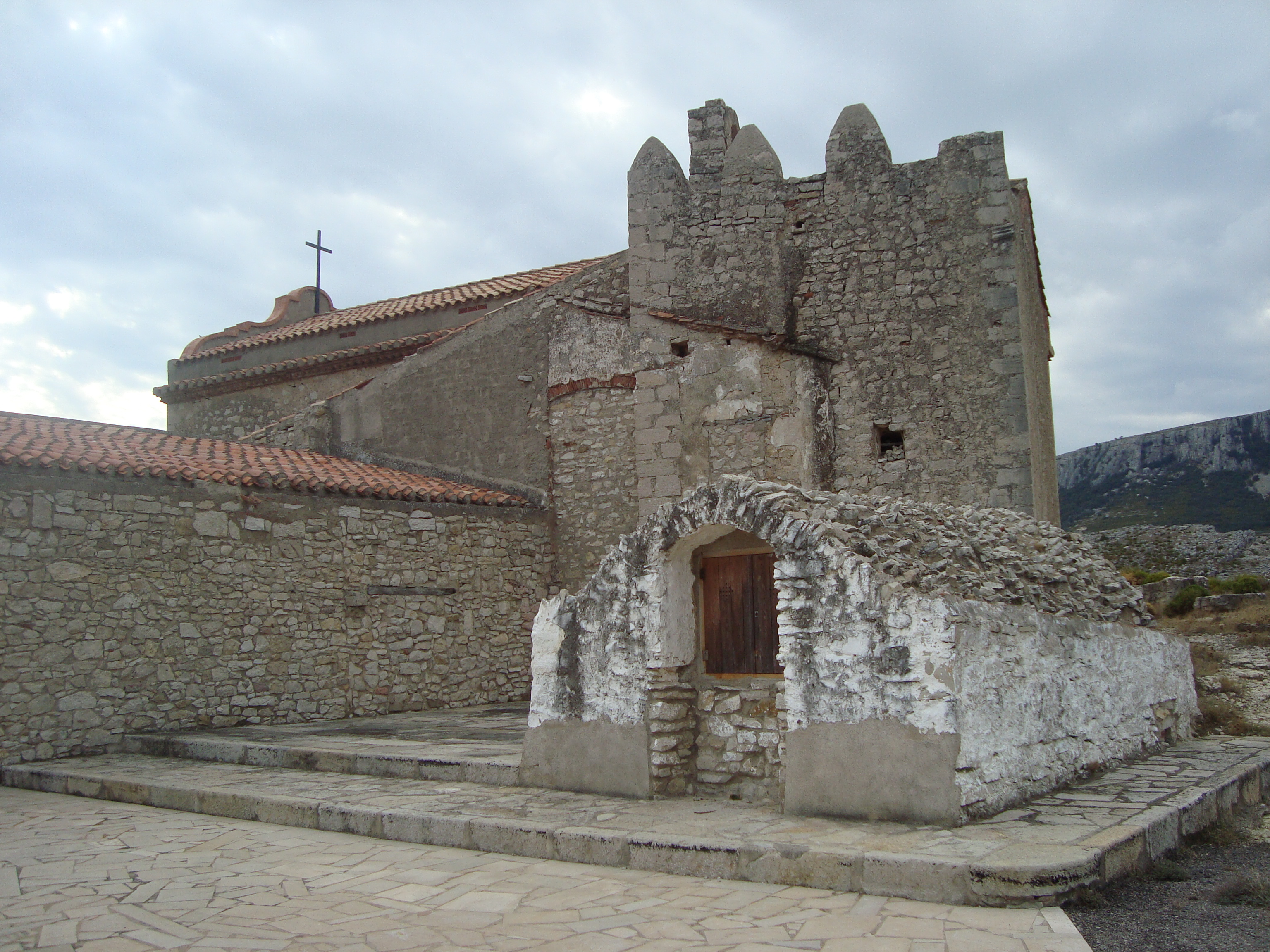
Ermitage de Sant Marc (La Barcella, Xert)

- Ermitage de Sant Marc (La Barcella, Xert)Ancienne église. La vieille église, avec l'ancien cimetière adossé, le presbytère et toute l'antique structure du village forment un ensemble d'un grand intérêt qui conserve la structure des vieilles murailles, mais est aujourd'hui dans un triste état d'abandon.

- Église Paroissiale de la Asunción. Du XIIIe siècle et rénovée au XVIIe.

- Ermitage de Sant Marc.

### Monuments civils
- Torres (Tours). Dans Chert se trouvent plusieurs tours qui permettaient la défense du village: Tour d'En Molinar, Tour San Marcos, Tour d'En Roig, Tour de Pepo.
- Four Médiéval.
- Els Porxes. Portail qui date de 1609.
- Palacio de los Condes de Pestagua (Palais des Comtes de Pestagua). C'est le bâtiment civil le plus remarquable de la ville, de style transition gothique-renaissance dans la tradition des palais gothiques de la zone, qui peut encore être observée dans beaucoup d'éléments architecturales. La famille noble des Feliu, après devenus comtes de Pestagua, d'où vient le nom du palais, en furent les constructeurs et propriétaires pendant des siècles. Le bâtiment, vendu par la famille au début du XXe siècle, se compose actuellement de deux corps bien différenciés. Celui situé dans le carrefour Rue Valencia, le dernier à être utilisé par la comtesse de Pestagua, fut acquis par le pharmacien du village et connu après comme la maison du "médecin García", le docteur titulaire de la santé publique d'après guerre, marié avec la fille du pharmacien, où ils habitèrent jusqu'aux années 1960, quand ils déménagèrent vers Castellón. Actuellement propriété d'une famille d'origines de Valence et Oviedo (Principauté d'Asturias), fut restauré à partir des années 1990. L'autre, proprieté dès le début du XXe siècle de la coopérative agricole 'Sant Marc', a été l'objet de grands travaux de reconstruction, encore en cours, dès 2009, avec une aide financière de 500 000 € de la part du gouvernement régional de Valence. Ces travaux ont restauré de son ancien splendeur à cette seconde partie, gravement endommagée au cours des années. Il est prévu qu'il devienne un important instrument de culture pour la ville.

### Sites

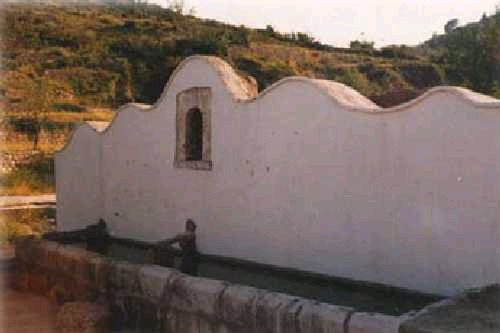
Fuente del Auvelló.

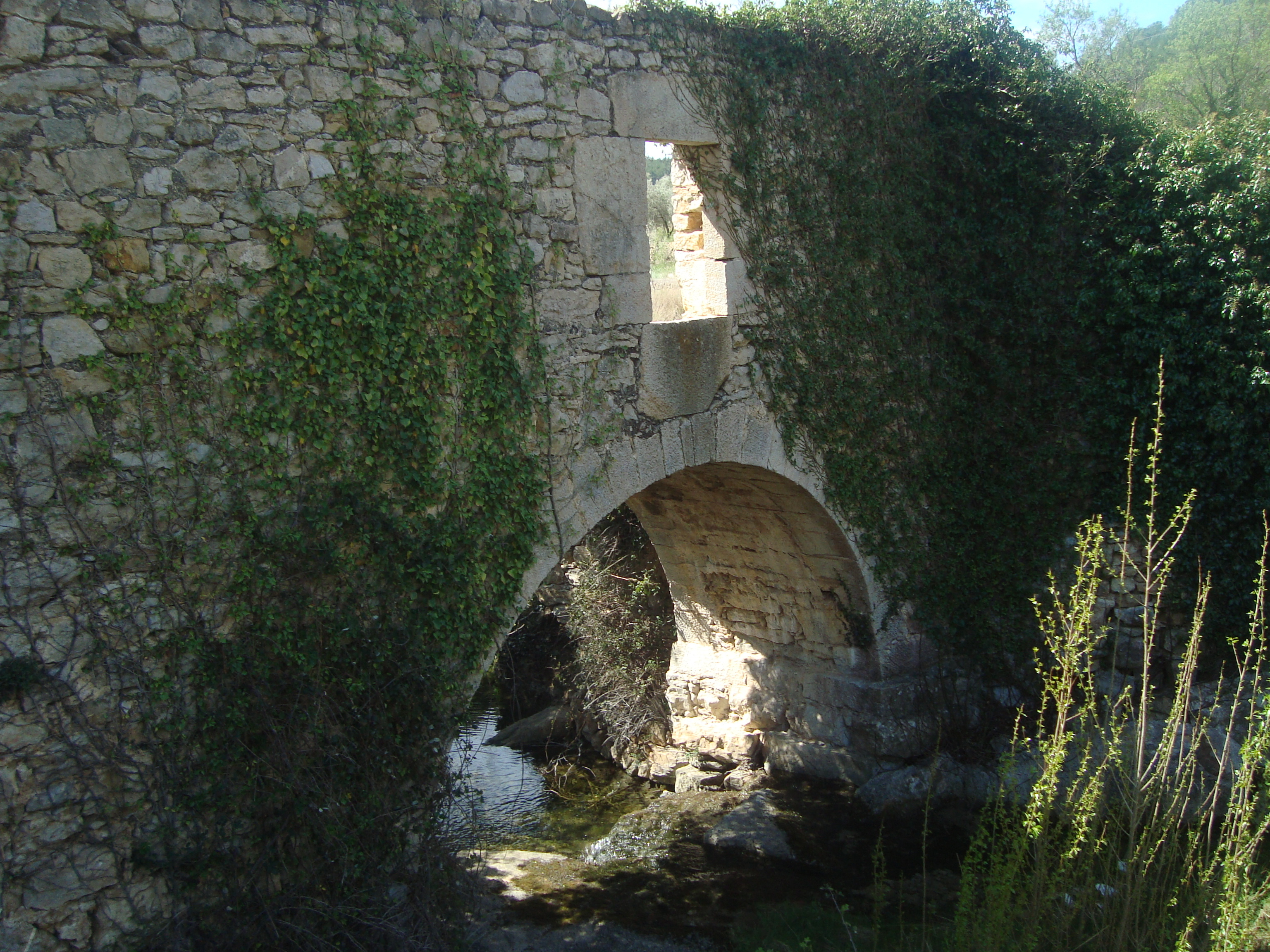
Molinar, pont médiéval (Xert, Castellón)

- Molinar, pont médiéval (Xert, Castellón)Paraje y Fuente del Molinar. Il y a une buvette.
- Pinaret del Polideportivo. Zone de pique-nique.

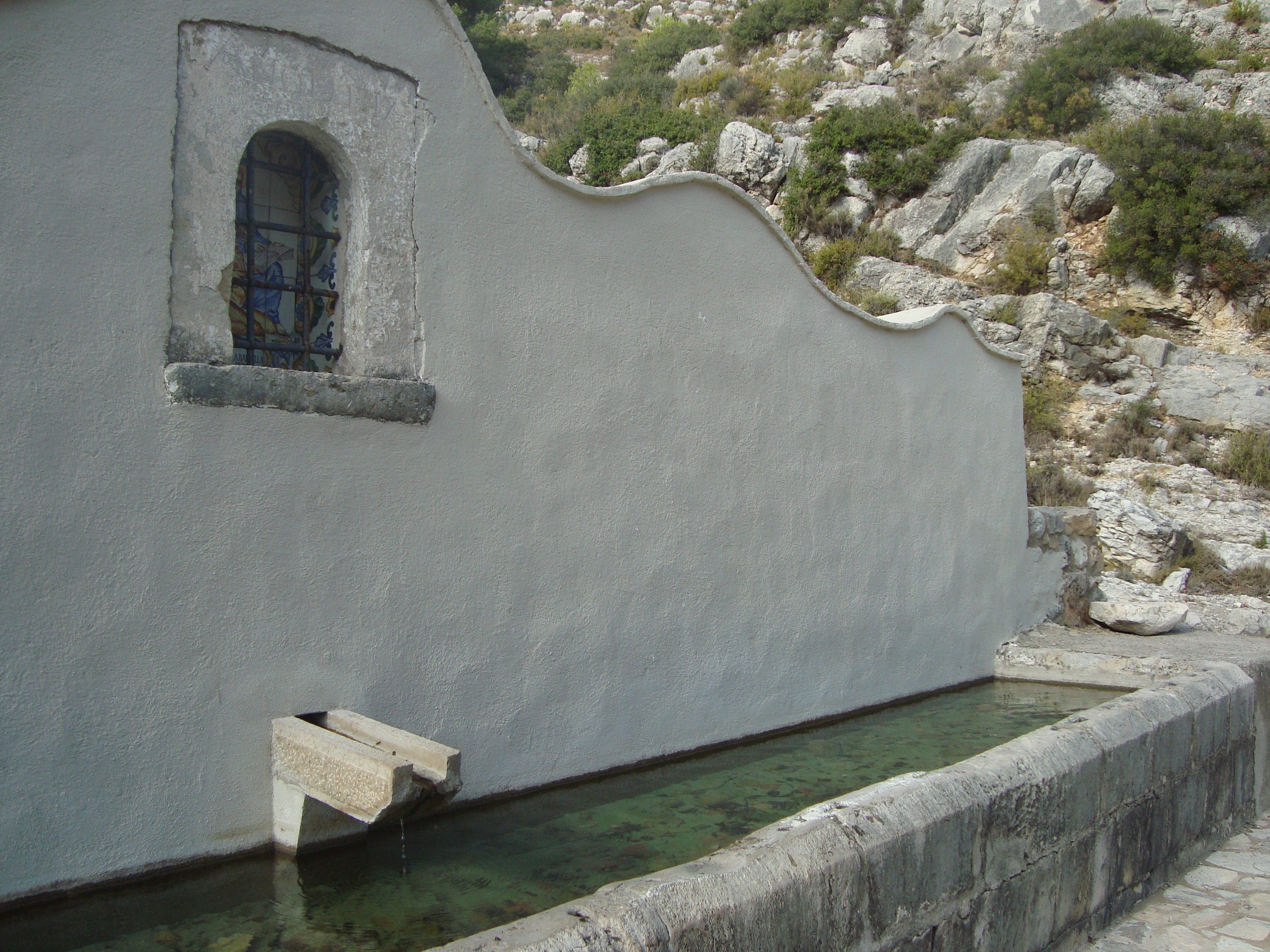
Font de l'Aubelló (Xert)

- Font de l'Aubelló (Xert)Fuente del Auvelló. À côté de la fontaine se trouve le retable en céramique dédié à San Marcos.

## Fêtes locales
- Sant Marc. Se célèbre le samedi avant ou après le 25 avril, en l'honneur de San Marcos. Pèlerinage à l'ermitage de Sant Marc de la Barcella le matin, où on célèbre une messe pour les paroissiens. Dégustation des fougasses typiques. Repas des associations. Lâcher de vaches dans les rues de la ville. Toro emboulé. Orchestre et fête nocturne.
- Fêtes d'Août. Se célèbrent du 14 au 24 août, en l'honneur de la Vierge de l'Assomption et Saint Roch.
- Xofers. charivari nocturne pour que personne ne puisse s'endormir depuis l'intervention de l'orchestre de la nuit précédente. Tee-shirts commémoratifs. Chocolats. Lâcher de vaches dans les rues de la ville. Repas des associations. Fête de l'eau. Filades vers la place de toros. Orchestre et fête nocturne.
- San Vicente Ferrer.